# John Mayall
John Brumwell Mayall, OBE (29. listopadu 1933, Macclesfield, Anglie, Spojené království – 22. července 2024) byl britský bluesový zpěvák, kytarista, hráč na klávesy a harmoniku. Jeho hudební kariéra trvala více než 50 let, ale nejdůležitější pro jeho tvorbu byla druhá polovina 60. let dvacátého století. Založil a vedl skupinu John Mayall & the Bluesbreakers. Jako svůj hudební vzor ho uvádějí například: Eric Clapton, Jack Bruce, Peter Green, John McVie, Mick Fleetwood nebo Mick Taylor.
Jeho otec byl kytarista a jazzový nadšenec. V dětství se tak Mayall mohl dostat k nahrávkám takových amerických bluesmanů, jakými byli například Leadbelly, Albert Ammons, Pinetop Smith nebo Eddie Lang. Mayall se také sám naučil hrát na klavír, kytaru a foukací harmoniku.
Po škole strávil tři roky v jednotkách britské armády v Koreji. V roce 1956 začal hrát blues v poloprofesionální skupině The Powerhouse Four, později v The Blues Syndicate. A po přesunu do Londýna zakládá John Mayall’s Bluesbreakers. Mayall byl o deset let starší než první generace britského rock and rollu a rocku. Nepřekvapí tedy, že se stal nestorem britské rockové scény první poloviny šedesátých let. Byl jedním z průkopníků britské bluesové vlny v 60. letech. Přispěl tak ke vzniku směru později označovaného jako bluesrock.
Jeho Bluesbreakers byla líheň hudebních talentů. Zahráli si tu takoví hudebníci jako například Eric Clapton a Jack Bruce z Cream, Peter Green, John McVie a Mick Fleetwood z Fleetwood Mac, Mick Taylor z Rolling Stones, Don "Sugarcane" Harris, Harvey Mandel, Larry Taylor, Aynsley Dunbar, Hughie Flint, Jon Hiseman, Dick Heckstall-Smith, Andy Fraser, Johnny Almond, Walter Trout, Coco Montoya, Buddy Whittington a řada dalších.
Koncem šedesátých let, po komerčním úspěchu v USA se Mayall přestěhoval do Laurel Canyon v Los Angeles, kde se přidal k tamní bluesrockové i jazzrockové scéně.
Roku 2005 byl vyznamenán Řádem britského impéria. Poznamenal k tomu: „Toto je nejdůležitější cena, kterou jsem kdy dostal. Nikdy jsem neměl žádný hit, nevyhrál jsem Grammy, ani nejsem v Rokenrolové síni slávy.”

## Diskografie

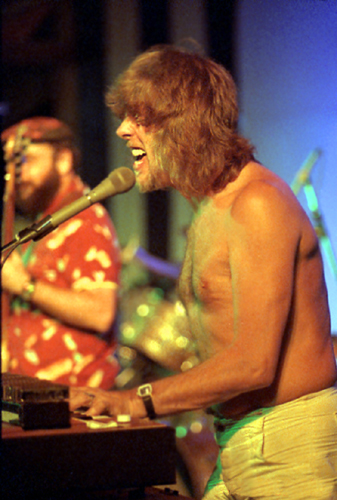
John Mayall na koncertě v roce 1981

- 1965 – John Mayall Plays John Mayall (Decca) [live, Dec. '64]
- 1966 – Bluesbreakers with Eric Clapton (Decca)
- 1967 – A Hard Road (Decca)
- 1967 – Crusade (Decca)
- 1967 – The Blues Alone (Ace of Clubs)
- 1968 – The Diary of a Band Volume 1 (Decca)
- 1968 – The Diary of a Band Volume 2 (Decca)
- 1968 – Bare Wires (Decca)
- 1968 – Blues from Laurel Canyon (Decca)
- 1969 – The Turning Point (Polydor)
- 1970 – Empty Rooms (Polydor)
- 1970 – USA Union (Polydor)
- 1971 – Back to the Roots (Polydor, 2LP)
- 1971 – Memories (Polydor)
- 1972 – Jazz Blues Fusion (Polydor) [live, USA, Nov.-Dec. '71]
- 1973 – Moving On (Polydor) [live, USA, July '72]
- 1973 – Ten Years Are Gone (Polydor, 2LP/ no CD reissue) [studio + live NY'72]
- 1974 – The Latest Edition (Polydor)
- 1975 – New Year, New Band, New Company (ABC - One Way)
- 1975 – Notice to Appear (ABC - One Way)
- 1976 – Banquet in Blues (ABC - One Way)
- 1977 – Lots of People (ABC - One Way) [live LA, Nov. '76]
- 1977 – A Hard Core Package (ABC - One Way)
- 1977 – Primal Solos (Decca) [live '66 and '68, UK]
- 1978 – The Last of the British Blues (ABC - One Way) [live USA]
- 1979 – Bottom Line (DJM)
- 1980 – No More Interviews (DJM)
- 1982 – Road Show Blues (DJM)
- 1985 – Return Of The Bluesbreakers (AIM Australia) ['81 and '82]
- 1985 – Behind the Iron Curtain (GNP Crescendo) [live Hungary](Reissue 2004:Steppin' out)
- 1987 – Chicago Line (Entente - Island)
- 1988 – The Power of the Blues (Entente) [live Germany '87] (Reissue 2003 : Blues Forever)
- 1990 – A Sense of Place (Island)
- 1992 – Cross Country Blues (One Way) ['81 and '84]
- 1993 – Wake Up Call (Silvertone) UK # 61
- 1994 – The 1982 Reunion Concert (One Way) [live, USA]
- 1995 – Spinning Coin (Silvertone)
- 1997 – Blues for the Lost Days (Silvertone)
- 1999 – Padlock on the Blues (Eagle)
- 1999 – Rock the Blues Tonight (Indigo) [live 2CD '70-'71, Canada]
- 1999 – Live at the Marquee 1969 (Eagle) [live '69, London]
- 1999 – The Masters (Eagle) [live 2CD, UK '69 + interv.]
- 2001 – Along For The Ride (Eagle/Red Ink)
- 2002 – Stories (Eagle/Red Ink)
- 2003 – 70th Birthday Concert (Eagle) [live in Liverpool]
- 2005 – Road Dogs (Eagle)
- 2005 – Rolling with the Blues (Recall)
- 2007 – Live at the BBC (Decca) ['65-67 & '75]
- 2007 – In the Palace of the King (Eagle)
- 2007 – Live from Austin, Tx (NW Records) [live'93]
- 2009 – Tough (Eagle)
- 2014 – A Special Life (Forty Below)
- 2015 – Find A Way To Care (Forty Below)
- 2015 - Live in 1967 (London clubs, Forty Below)
- 2016 - Live in 1967 - Volume 2 (London clubs, Forty Below)
- 2016 - Live at Jazz Fest 2016 (New Orleans, April 24)
- 2017 – Talk About That (Forty Below)
- 2018 - Three for the Road (live) (Forty Below)
- 2019 – Nobody Told Me (Forty Below)
- 2022 – The Sun Is Shining Down (Forty Below)
- 2023 - Live in 1967 - Volume 3 (London clubs, Forty Below)
- 2023 - Live in France 1967-73 (double CD + 1 dvd, Repertoire)